# Legionella worsleiensis
Espèce
Legionella worsleiensis est une espèce de bactéries gram-négatives de la famille des Legionellaceae.

## Description
Les bactéries de l'espèce Legionella worsleiensis sont des bacilles gram-négatifs possédant un flagelle polaire unique.

## Taxonomie
Le nom correct complet (avec auteur) de ce taxon est Legionella worsleiensis Dennis et al. 1993.

### Étymologie
L'étymologie du nom de cette espèce est la suivante : wors.lei.en’sis. N.L. masc./fem. adj. worsleiensis, concernant Worsley [le nom plus correcte serait worsleyensis].

## Habitat
Tout comme L. pneumophila et L. busanensis, elle a aussi été isolée d'installations d'eau courante aux Pays-Bas.